# Горки (Судогодский район)
Го́рки — деревня Судогодского района Владимирской области России, входит в состав Муромцевского сельского поселения.

## География
Деревня расположена в 2 км на юг от центра поселения посёлка Муромцево и в 5 км на юг от райцентра города Судогда.

## История
Сельцо Горки впервые упоминается в переписных книгах 1678 года, где значилось за Фаддеем Петровым Хоненевым.
В XIX — первой четверти XX века деревня входила в состав Бережковской волости Судогодского уезда, с 1926 года — в составе Судогодской волости Владимирского уезда. В 1859 году в деревне числилось 23 дворов, в 1905 году — 76 дворов, в 1926 году — 129 дворов.
С 1929 года деревня являлась центром Горкинского сельсовета Судогодского района, с 1940 года — в составе Муромцевского сельсовета, с 2005 года — в составе Муромцевского сельского поселения.

## Население
| 1859 | 1905 | 1926 |
| ---- | ---- | ---- |
| 260  | 494  | 562  |

| 1859 | 1905 | 1926 | 1959 | 1970 | 1979 | 1983 |
| ---- | ---- | ---- | ---- | ---- | ---- | ---- |
| 260  | ↗494 | ↗562 | ↘434 | ↗444 | ↘327 | ↘257 |
| 2002 | 2010 | 2021 |      |      |      |      |
| ↘139 | →139 | ↘96  |      |      |      |      |